# Správní chlapi
Správní chlapi (v anglickém originále The Nice Guys) je americká akční thrillerová komedie z roku 2016. Režie se ujal Shane Black, který také spolupracoval na scénáři s Anthonym Bagarozzim. Ve snímku hrají hlavní role Russell Crowe, Ryan Gosling, Angourie Rice, Matt Bomer, Margaret Qualley, Keith Davis a Kim Basinger.
Film měl premiéru na Filmovém festivalu v Cannes 15. května 2016 a do kin byl oficiálně uveden 20. května 2016. Film získal pozitivní kritiku a vydělal přes 57 milionů dolarů.

## Příběh
Děj filmu je zasazen do prostředí Los Angeles v 70. letech 20. století a začíná záhadným úmrtím slavné pornografické herečky Misty Mountains.
Hlavními postavami příběhu jsou ovšem soukromý detektiv Holland March, který sám vychovává svou dceru a žal utápí v alkoholu, a ostřílený nájemný ranař Jackson Healy. Ti musí i přes naprosto odlišné temperamenty a počáteční neshody spojit síly v případu zmizení další mladé hvězdy filmů pro dospělé Amelie Kutner, jež je náhodou dcerou jedné z nejmocnějších žen města.
Jak vyšetřování postupuje, vychází najevo, že Amelie s Misty spolupracovali na experimentálním filmu, který v hávu pornografie skrýval šokující narážky na investigativní žurnalistiku. I přes přibývající počet mrtvol nakonec March s Healym odhalí rozsáhlé spiknutí vedoucí i k těm nejvyšším politickým příčkám.

## Obsazení

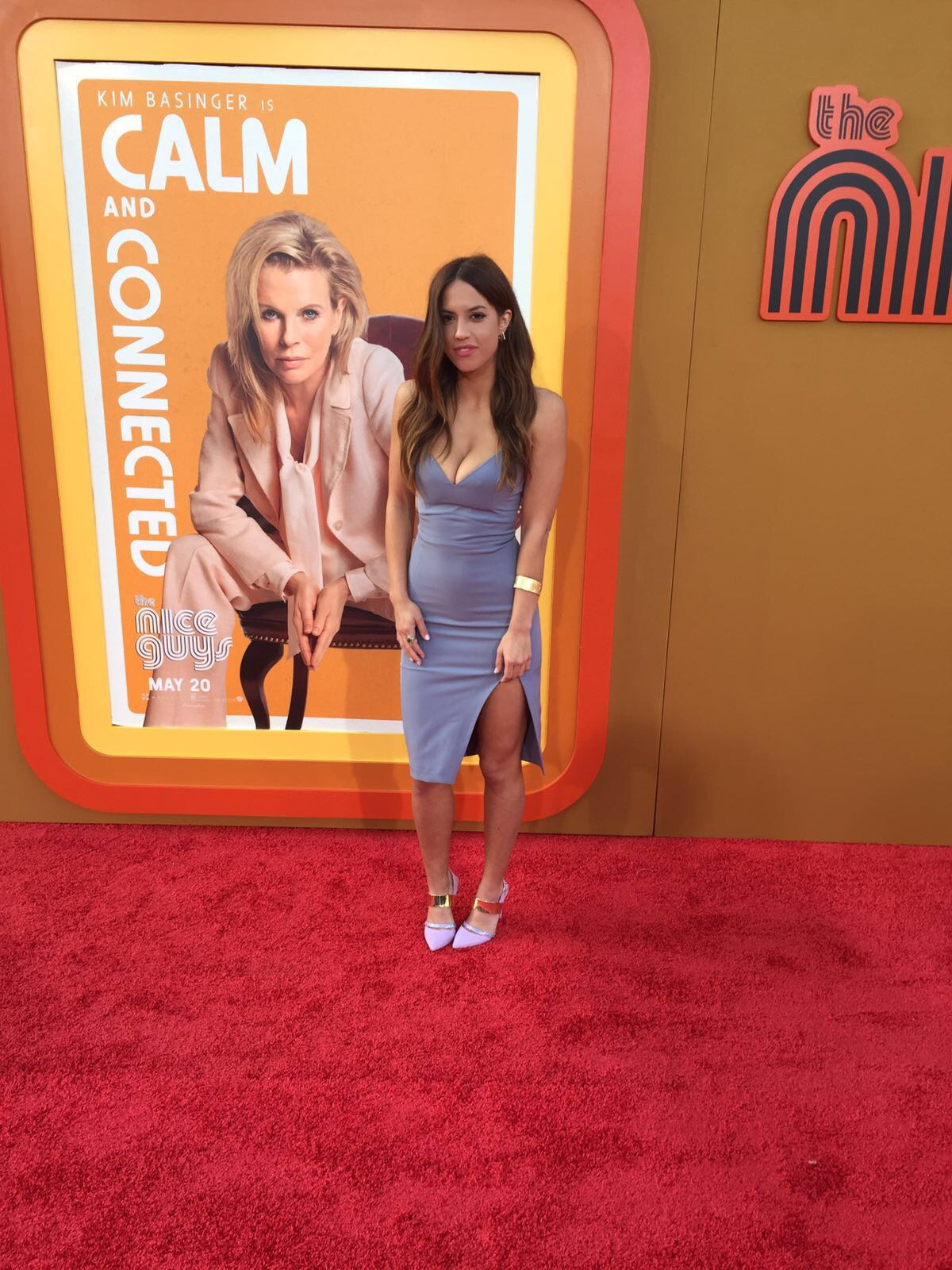
Murielle Telio (představitelka Misty Mountains) na premiéře filmy

| Russell Crowe    | Jackson Healy   |
| Ryan Gosling     | Holland March   |
| Angourie Rice    | Holly March     |
| Matt Bomer       | John Boy        |
| Margaret Qualley | Amelia Kuttner  |
| Yaya DaCosta     | Tally           |
| Keith David      | starší muž      |
| Beau Knapp       | Blue Face       |
| Lois Smith       | Paní Glennová   |
| Murielle Telio   | Misty Mountains |
| Kim Basinger     | Judith Kutner   |
| Daisy Tahan      | Jessica         |
| Jack Kilmer      | Chet            |
| Ty Simpkins      | Bobby           |
| Hannibal Buress  | Bumble          |

## Produkce
Poté, co Black dokončil film Iron Man 3 v roce 2013, Silver se ho zeptal, co by chtěl jako další projekt a on vyjádřil zájem o Správní chlapi. Scénář byl zaslán Ryanovi Goslingovi a Russellovi Crowemu a oba roli přijali.Film byl oficiálně oznámen v červnu roku 2014.
Natáčení začalo 27. října 2014 v Atlantě a Decaturu v Georgii. Natáčelo se také v kalifornském v Los Angeles.

## Přijetí
Film vydělal přes 36 milionů dolarů v Severní Americe a 21 milionů dolarů v ostatních oblastech, celkově tak vydělal přes 57 milionů dolarů po celém světě. Rozpočet filmu činil 50 milionů dolarů. V Severní Americe byl oficiálně uveden do kin 20. května 2016, společně s filmy Sousedi 2 a Angry Birds ve filmu. Za první víkend docílil čtvrté nejvyšší návštěvnosti, kdy vydělal 11,3 milionů dolarů. Na prvním místě se umístil animovaný film Angry Birds ve filmu (39 milionů dolarů), na druhém Captain America: Občanská válka (33,1 milionů dolarů) a na třetím Sousedi 2 (21,8 milionů dolarů).